# Ольшаница (Брянская область)
Ольшаница (Альшаница) — деревня в Дятьковском районе Брянской области, в составе Дятьковского городского поселения. Расположена в 11 км к северу от города Дятьково, в 1,5 км от железнодорожной платформы Прень. Население — 39 человек (2010).

## История
Упоминается с 1610 года; в XVII-XVIII веках входила в состав Хвощенской волости Брянского уезда. С 1777 до 1922 в Жиздринском уезде (Калужской, с 1920 Брянской губернии), в т.ч. с 1861 — в составе Улемльской волости. С 1922 в Дятьковской волости Бежицкого уезда, Дятьковском районе (с 1929).
К началу XX века действовала церковно-приходская школа; в 1920-е годы имелся приходской храм (не сохранился). До 1930-х гг. — центр Ольшаницкого сельсовета, затем до 1959 в Верещовском сельсовете; в 1959—1967 в Большежуковском, в 1967—2005 в Псурском сельсовете.

## Население
| Годы      | 1859 | 1878 | 1897 | 1913 | 1926 | 1979 | 1989 | 1999 | 2002 | 2010 |
| --------- | ---- | ---- | ---- | ---- | ---- | ---- | ---- | ---- | ---- | ---- |
| Население | 172  | 440  | 578  | 924  | 1171 | 309  | 121  | 82   | 73   | 39   |

## Известные уроженцы
- Шумавцов, Алексей Семёнович — руководитель подпольной комсомольской организации, действовавшей во время Великой Отечественной войны в городе Людиново Калужской области, Герой Советского Союза